# سفارت ایران در ابوظبی
سفارت ایران در ابوظبی (به عربی: سفارة إیران فی الإمارات العربیة المتحدة) یک منطقهٔ مسکونی و نمایندگی سیاسی این کشور در امارات متحده عربی است که در ابوظبی واقع شده‌است.